# Final de la Liga Europa Conferencia de la UEFA 2021-22
La Final de la Liga Europa Conferencia de la UEFA 2021-22, fue disputada el día 25 de mayo de 2022 en el Arena Kombëtare en Tirana, Albania.

## Finalistas
En negrita, las finales ganadas.
| Equipos   | Finales jugadas anteriormente | Finales jugadas anteriormente |
| --------- | ----------------------------- | ----------------------------- |
| Roma      | Ninguna                       | Ninguna                       |
| Feyenoord | Ninguna                       | Ninguna                       |

## Sede de la Final
En 2019 se lanzó un proceso de licitación por parte de la UEFA para seleccionar las sedes de las finales de la UEFA Europa Conference League en 2022 y 2023. Las asociaciones interesadas en albergar una de las finales tuvieron hasta el 20 de febrero de 2020 para presentar sus propuestas.
Una de las asociaciones que presentó su candidatura para la final de la UEFA Europa Conference League 2022 fue Albania, con el Arena Kombëtare en Tirana, que tiene una capacidad de 22 500 espectadores. Este estadio ya había licitado previamente para albergar la Supercopa de la UEFA en 2019 y 2020.
Francia también presentó su candidatura, proponiendo el Stade Geoffroy-Guichard en Saint-Étienne. Este estadio, con una capacidad de 41 965 espectadores, ha sido escenario de importantes eventos internacionales, como partidos de la UEFA Euro 1984 y 2016, de la Copa Mundial de la FIFA 1998 y de la Copa FIFA Confederaciones en 2003.
Por otro lado, Grecia ofreció el Estadio Pankritio en Heraclión, con una capacidad de 26 240 espectadores. Este estadio ya había sido sede de partidos durante el torneo de fútbol de los Juegos Olímpicos de 2004.
Finalmente, Macedonia del Norte presentó la Arena Toše Proeski en Skopie, que cuenta con una capacidad de 33 460 personas. Este estadio fue sede de la Supercopa de la UEFA en 2017.

La UEFA seleccionó el Arena Kombëtare como sede de la final de 2022, primera final de la historia de la competición, durante la reunión del Comité Ejecutivo de la UEFA el 3 de diciembre de 2020
|  |  |

|  |  |

|  |  |

|  |

|  |  |

|  |  |

|  |  |

|  |

## Partidos de clasificación para la Final
| Grupo C       | Pts. | PJ | PG | PE | PP | GF | GC | Dif |
| ------------- | ---- | -- | -- | -- | -- | -- | -- | --- |
| Roma          | 13   | 6  | 4  | 1  | 1  | 18 | 11 | 7   |
| Bodø/Glimt    | 12   | 6  | 3  | 3  | 0  | 14 | 5  | 9   |
| Zoryá Lugansk | 7    | 6  | 2  | 1  | 3  | 5  | 11 | -6  |
| CSKA Sofía    | 1    | 6  | 0  | 1  | 5  | 3  | 13 | -10 |

| Grupo E       | Pts. | PJ | PG | PE | PP | GF | GC | Dif |
| ------------- | ---- | -- | -- | -- | -- | -- | -- | --- |
| Feyenoord     | 14   | 6  | 4  | 2  | 0  | 11 | 6  | 5   |
| Slavia Praga  | 8    | 6  | 2  | 2  | 2  | 8  | 7  | 1   |
| Unión Berlín  | 7    | 6  | 2  | 1  | 3  | 8  | 9  | -1  |
| Maccabi Haifa | 4    | 6  | 1  | 1  | 4  | 2  | 7  | -5  |

## Partido

### Ficha
| 1     | POR   | Rui Patrício         |     |
| 23    | DEF   | Gianluca Mancini     |     |
| 6     | DEF   | Christopher Smalling |     |
| 3     | DEF   | Roger Ibáñez         |     |
| 2     | MED   | Rick Karsdorp        | 89' |
| 77    | MED   | Henrij Mjitaryán     | 17' |
| 4     | MED   | Bryan Cristante      |     |
| 59    | MED   | Nicola Zalewski      | 67' |
| 22    | MED   | Nicolò Zaniolo       | 67' |
| 7     | MED   | Lorenzo Pellegrini   |     |
| 9     | DEL   | Tammy Abraham        | 89' |
| D. T. | D. T. | José Mourinho        |     |

| 1     | POR   | Justin Bijlow        |     |
| 3     | DEF   | Lutsharel Geertruida |     |
| 18    | DEF   | Gernot Trauner       | 74' |
| 4     | DEF   | Marcos Senesi        |     |
| 5     | DEF   | Tyrell Malacia       | 88' |
| 26    | MED   | Guus Til             | 59' |
| 17    | MED   | Fredrik Aursnes      |     |
| 10    | MED   | Orkun Kökçü          | 88' |
| 14    | DEL   | Reiss Nelson         | 74' |
| 33    | DEL   | Cyriel Dessers       |     |
| 7     | DEL   | Luis Sinisterra      |     |
| D. T. | D. T. | Arne Slot            |     |

| 27 | MED | Sérgio Oliveira     | 17' |
| 17 | MED | Jordan Veretout     | 67' |
| 37 | DEF | Leonardo Spinazzola | 67' |
| 5  | DEF | Matías Viña         | 89' |
| 14 | DEL | Eldor Shomurodov    | 89' |

| 28 | MED | Jens Toornstra      | 59' |
| 11 | DEL | Bryan Linssen       | 74' |
| 2  | DEF | Marcus Pedersen     | 74' |
| 23 | MED | Patrik Wålemark     | 88' |
| 9  | MED | Alireza Jahanbakhsh | 88' |

| 32' | Nicolò Zaniolo | 1:0 |

| 37' · 66' · 84' | Lorenzo Pellegrini Nicola Zalewski Rui Patrício |

| 25' | Gernot Trauner |

| Principal  | István Kovács           |
| Asistentes | Vasile Florin Marinescu |
|            | Mihai-Ovidiu Artene     |
| Cuarto     | Sandro Schärer          |

| VAR            | Marco Fritz       |
| Asistentes VAR | Christian Dingert |
|                | Bastian Dankert   |

|                    |     |     |
| Tiros              | 8   | 12  |
| Tiros a puerta     | 3   | 5   |
| Faltas             | 8   | 18  |
| Saques de esquina  | 4   | 6   |
| Penaltis           | 0   | 0   |
| Fueras de juego    | 1   | 0   |
| Posesión del balón | 38% | 62% |

| Alineación inicial |

| 1     | POR   | Rui Patrício         |     |
| 23    | DEF   | Gianluca Mancini     |     |
| 6     | DEF   | Christopher Smalling |     |
| 3     | DEF   | Roger Ibáñez         |     |
| 2     | MED   | Rick Karsdorp        | 89' |
| 77    | MED   | Henrij Mjitaryán     | 17' |
| 4     | MED   | Bryan Cristante      |     |
| 59    | MED   | Nicola Zalewski      | 67' |
| 22    | MED   | Nicolò Zaniolo       | 67' |
| 7     | MED   | Lorenzo Pellegrini   |     |
| 9     | DEL   | Tammy Abraham        | 89' |
| D. T. | D. T. | José Mourinho        |     |

| 1     | POR   | Justin Bijlow        |     |
| 3     | DEF   | Lutsharel Geertruida |     |
| 18    | DEF   | Gernot Trauner       | 74' |
| 4     | DEF   | Marcos Senesi        |     |
| 5     | DEF   | Tyrell Malacia       | 88' |
| 26    | MED   | Guus Til             | 59' |
| 17    | MED   | Fredrik Aursnes      |     |
| 10    | MED   | Orkun Kökçü          | 88' |
| 14    | DEL   | Reiss Nelson         | 74' |
| 33    | DEL   | Cyriel Dessers       |     |
| 7     | DEL   | Luis Sinisterra      |     |
| D. T. | D. T. | Arne Slot            |     |

| 27 | MED | Sérgio Oliveira     | 17' |
| 17 | MED | Jordan Veretout     | 67' |
| 37 | DEF | Leonardo Spinazzola | 67' |
| 5  | DEF | Matías Viña         | 89' |
| 14 | DEL | Eldor Shomurodov    | 89' |

| 28 | MED | Jens Toornstra      | 59' |
| 11 | DEL | Bryan Linssen       | 74' |
| 2  | DEF | Marcus Pedersen     | 74' |
| 23 | MED | Patrik Wålemark     | 88' |
| 9  | MED | Alireza Jahanbakhsh | 88' |

| 32' | Nicolò Zaniolo | 1:0 |

| 37' · 66' · 84' | Lorenzo Pellegrini Nicola Zalewski Rui Patrício |

| 25' | Gernot Trauner |

| Principal  | István Kovács           |
| Asistentes | Vasile Florin Marinescu |
|            | Mihai-Ovidiu Artene     |
| Cuarto     | Sandro Schärer          |

| VAR            | Marco Fritz       |
| Asistentes VAR | Christian Dingert |
|                | Bastian Dankert   |

|                    |     |     |
| Tiros              | 8   | 12  |
| Tiros a puerta     | 3   | 5   |
| Faltas             | 8   | 18  |
| Saques de esquina  | 4   | 6   |
| Penaltis           | 0   | 0   |
| Fueras de juego    | 1   | 0   |
| Posesión del balón | 38% | 62% |

| Alineación inicial |

| 1     | POR   | Rui Patrício         |     |
| 23    | DEF   | Gianluca Mancini     |     |
| 6     | DEF   | Christopher Smalling |     |
| 3     | DEF   | Roger Ibáñez         |     |
| 2     | MED   | Rick Karsdorp        | 89' |
| 77    | MED   | Henrij Mjitaryán     | 17' |
| 4     | MED   | Bryan Cristante      |     |
| 59    | MED   | Nicola Zalewski      | 67' |
| 22    | MED   | Nicolò Zaniolo       | 67' |
| 7     | MED   | Lorenzo Pellegrini   |     |
| 9     | DEL   | Tammy Abraham        | 89' |
| D. T. | D. T. | José Mourinho        |     |

| 1     | POR   | Justin Bijlow        |     |
| 3     | DEF   | Lutsharel Geertruida |     |
| 18    | DEF   | Gernot Trauner       | 74' |
| 4     | DEF   | Marcos Senesi        |     |
| 5     | DEF   | Tyrell Malacia       | 88' |
| 26    | MED   | Guus Til             | 59' |
| 17    | MED   | Fredrik Aursnes      |     |
| 10    | MED   | Orkun Kökçü          | 88' |
| 14    | DEL   | Reiss Nelson         | 74' |
| 33    | DEL   | Cyriel Dessers       |     |
| 7     | DEL   | Luis Sinisterra      |     |
| D. T. | D. T. | Arne Slot            |     |

| 27 | MED | Sérgio Oliveira     | 17' |
| 17 | MED | Jordan Veretout     | 67' |
| 37 | DEF | Leonardo Spinazzola | 67' |
| 5  | DEF | Matías Viña         | 89' |
| 14 | DEL | Eldor Shomurodov    | 89' |

| 28 | MED | Jens Toornstra      | 59' |
| 11 | DEL | Bryan Linssen       | 74' |
| 2  | DEF | Marcus Pedersen     | 74' |
| 23 | MED | Patrik Wålemark     | 88' |
| 9  | MED | Alireza Jahanbakhsh | 88' |

| 32' | Nicolò Zaniolo | 1:0 |

| 37' · 66' · 84' | Lorenzo Pellegrini Nicola Zalewski Rui Patrício |

| 25' | Gernot Trauner |

| Principal  | István Kovács           |
| Asistentes | Vasile Florin Marinescu |
|            | Mihai-Ovidiu Artene     |
| Cuarto     | Sandro Schärer          |

| VAR            | Marco Fritz       |
| Asistentes VAR | Christian Dingert |
|                | Bastian Dankert   |

|                    |     |     |
| Tiros              | 8   | 12  |
| Tiros a puerta     | 3   | 5   |
| Faltas             | 8   | 18  |
| Saques de esquina  | 4   | 6   |
| Penaltis           | 0   | 0   |
| Fueras de juego    | 1   | 0   |
| Posesión del balón | 38% | 62% |

| Alineación inicial |

| 1     | POR   | Rui Patrício         |     |
| 23    | DEF   | Gianluca Mancini     |     |
| 6     | DEF   | Christopher Smalling |     |
| 3     | DEF   | Roger Ibáñez         |     |
| 2     | MED   | Rick Karsdorp        | 89' |
| 77    | MED   | Henrij Mjitaryán     | 17' |
| 4     | MED   | Bryan Cristante      |     |
| 59    | MED   | Nicola Zalewski      | 67' |
| 22    | MED   | Nicolò Zaniolo       | 67' |
| 7     | MED   | Lorenzo Pellegrini   |     |
| 9     | DEL   | Tammy Abraham        | 89' |
| D. T. | D. T. | José Mourinho        |     |

| 1     | POR   | Justin Bijlow        |     |
| 3     | DEF   | Lutsharel Geertruida |     |
| 18    | DEF   | Gernot Trauner       | 74' |
| 4     | DEF   | Marcos Senesi        |     |
| 5     | DEF   | Tyrell Malacia       | 88' |
| 26    | MED   | Guus Til             | 59' |
| 17    | MED   | Fredrik Aursnes      |     |
| 10    | MED   | Orkun Kökçü          | 88' |
| 14    | DEL   | Reiss Nelson         | 74' |
| 33    | DEL   | Cyriel Dessers       |     |
| 7     | DEL   | Luis Sinisterra      |     |
| D. T. | D. T. | Arne Slot            |     |

| 27 | MED | Sérgio Oliveira     | 17' |
| 17 | MED | Jordan Veretout     | 67' |
| 37 | DEF | Leonardo Spinazzola | 67' |
| 5  | DEF | Matías Viña         | 89' |
| 14 | DEL | Eldor Shomurodov    | 89' |

| 28 | MED | Jens Toornstra      | 59' |
| 11 | DEL | Bryan Linssen       | 74' |
| 2  | DEF | Marcus Pedersen     | 74' |
| 23 | MED | Patrik Wålemark     | 88' |
| 9  | MED | Alireza Jahanbakhsh | 88' |

| 32' | Nicolò Zaniolo | 1:0 |

| 37' · 66' · 84' | Lorenzo Pellegrini Nicola Zalewski Rui Patrício |

| 25' | Gernot Trauner |

| Principal  | István Kovács           |
| Asistentes | Vasile Florin Marinescu |
|            | Mihai-Ovidiu Artene     |
| Cuarto     | Sandro Schärer          |

| VAR            | Marco Fritz       |
| Asistentes VAR | Christian Dingert |
|                | Bastian Dankert   |

|                    |     |     |
| Tiros              | 8   | 12  |
| Tiros a puerta     | 3   | 5   |
| Faltas             | 8   | 18  |
| Saques de esquina  | 4   | 6   |
| Penaltis           | 0   | 0   |
| Fueras de juego    | 1   | 0   |
| Posesión del balón | 38% | 62% |

| Alineación inicial |

|                          |
| Bandera de Italia        |
| Campeón Roma 1.er título |